# Turakos

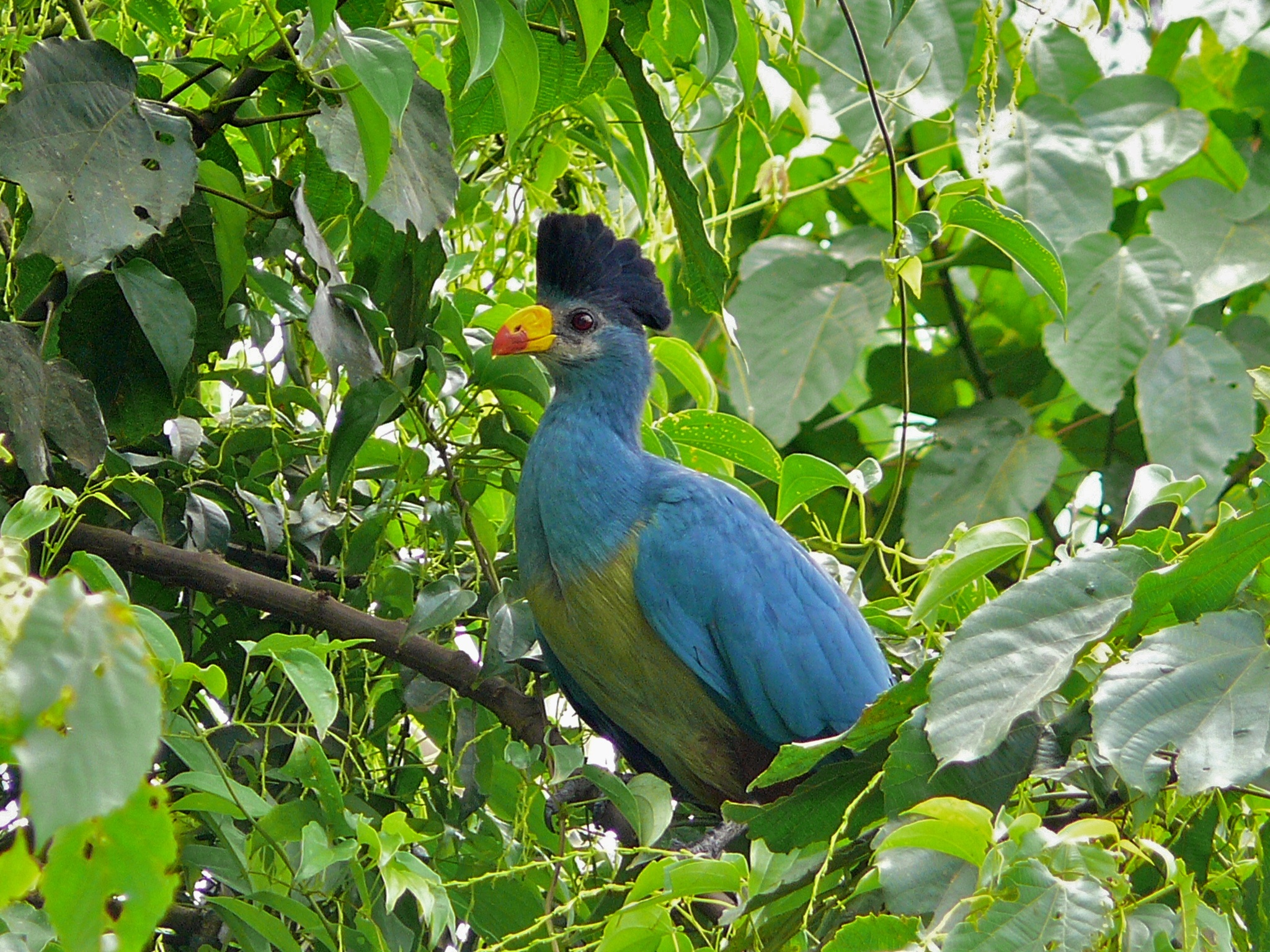
Riesenturako
(Corythaeola cristata)

Die Turakos (Musophagidae) sind eine Familie tropischer, mittelgroßer, meist sehr bunter Vögel. Die Familie ist die einzige der Ordnung Musophagiformes.

## Merkmale
Die farbenprächtigen Turakos erreichen eine Größe von 36 bis 75 Zentimeter. Der Riesenturako (Corythaeola cristata) ist mit 70 bis 75 Zentimeter die größte Art in der Familie der Turakos. Sie besitzen im Verhältnis zum Körper kurze, abgerundete Flügel, die deutlich kürzer als die Schwanzfedern sind. Der relativ lange Schwanz ist am Ende abgerundet und teilt sich in zehn steifschaftige Steuerfedern ein. Ihre Schnäbel sind kurz und kräftig. Bei einigen Arten ist der Schnabel seitlich stark zusammengedrückt, zur Schnabelspitze stark abgerundet und an der Schnabelwurzel ziemlich hoch. An den Schneiden ist der Schnabel bei einigen Arten stark sägeartig gezähnt; bei anderen Arten ist die sägeartige Zähnelung nicht so stark ausgeprägt.
Bei dem als semi-zygodactylen bezeichneten Fußbau, der sich von der Fußstruktur der Kuckucke (Cuculidae) unterscheidet, kann die äußere Zehe entweder in eine Vorwärts- oder rückwärtige Position gedreht werden. Die zweite und dritte Zehe zeigen nach vorne. Zwischen den vorderen Zehen befinden sich kurze Hefthäute. Sie können sich auch zwischen der dritten und vierten (Außenzehe) Zehe befinden, während die zweite Zehe mit ihrem ersten Glied zum größten Teil mit der dritten Zehe zusammengewachsen ist. Die erste Zehe zeigt nach hinten. Wenn die Vögel auf dicken Ästen sitzen oder sich auf dem Boden befinden wird die Wendezehe seitwärts abgespreizt. In der Ruhestellung zeigen jeweils drei Zehen nach vorne und eine nach hinten. Wenn die Turakos sich in dem Geäst der Bäume bewegen, zeigen zwei Zehe nach hinten und zwei nach vorne. Ihre Klammerfüße ermöglichen den Turakos hervorragend in den Bäumen zu klettern.
Innerhalb ihrer Art unterscheiden sich Männchen und Weibchen nicht in der Farbe und Größe. Eine Ausnahme ist die Art Weißbauch-Lärmvogel (Corythaixoides leucogaster), bei der das Männchen durch seinen schwarzen Schnabel von dem olivgrünen Schnabel des Weibchens unterschieden werden kann. Viele Arten haben eine Federhaube auf dem Kopf. Ihr Gefieder ist meist metallisch grün und blau mit roten bis dunkelroten Schwungfedern.
Außergewöhnlich ist das Vorhandensein der zwei Farbstoffe Turacin und Turacoverdin. Beide Farbstoffe wurden nach den Turakos benannt, da sie bisher nirgendwo im Tierreich vorgefunden wurden. Der rote kupferhaltige Farbstoff Turacin verleiht den Schwungfedern und bei manchen Arten den Federhauben ihre rote bis dunkelrote Farbe. Die grüne Befiederung kommt von dem grünen Farbstoff Turacoverdin. Andere Farben, wie zum Beispiel Blau, kommen wie bei den Wasserfarben durch Vermischung der Farbstoffe zustande. Bei Regenwetter und beim Baden werden die Farbstoffe, die im leicht alkalischen Wasser löslich sind, in geringen Mengen ausgewaschen. Bei der Gattung der Lärmvögel (Corythaixoides), die ein weißes über graues bis braunes Gefieder besitzen, fehlen diese Farbstoffe. Die Farbstoffe entstehen über Mineralien in der pflanzlichen Nahrung, zum Beispiel Kupfer- und Eisenverbindungen, die im Körper umgesetzt und an das Gefieder abgegeben werden.

## Vorkommen
Turakos bewohnen die Baumkronen in den Wald- und Buschgebieten im tropischen Afrika südlich der Sahara. Eine Ausnahme ist die Unterart T. f. zanzibaricus, deren Vorkommen auf die Insel Sansibar beschränkt ist. Arten der Gattung Lärmvögel (Corythaixoides) bewohnen offene Landschaften, wie Baum- und Buschsavannen, weit geöffnete Parklandschaften und ähnliche Flächen. Die meisten Vertreter der Gattung der Helmturakos (Tauraco) haben ihren Lebensraum in den dichten und weiten Urwäldern. Bedingung ist jedoch das Vorhandensein von Wasser, da nur dort genügend Früchte wachsen, die ihre Nahrung bilden. Der Riesenturako (Corythaeola cristata) bewohnt bevorzugt Waldlichtungen und Galeriewälder bis in eine Höhe von 2000 bis 2700 Metern.

## Lebensweise

### Ernährung
Sie ernähren sich überwiegend von pflanzlicher Kost. Zu ihrer Nahrung gehören Beeren, Samen, Früchte, junge Triebe und Insekten. Die Samen der Früchte werden zum größten Teil unverdaut wieder ausgeschieden, sodass die Turakos bei der Verbreitung eine wichtige Rolle spielen. Unter anderem ernähren sie sich von den Früchten des Tamarindenbaums (Tamarindus indica) und der Maulbeer-Feige (Ficus sycomorus). Dem falsch gewählten Namen Bananenfresser werden die Vögel nicht gerecht. In Gefangenschaft nehmen sie zwar auch geschnittene Bananenstücke an, jedoch wurde in freier Wildbahn noch nie beobachtet, dass Turakos sich von Bananen ernähren.
Die Lebensräume der Helmturakos, Riesenturakos und Schildturakos befinden sich nah an einem Gewässer. Die Vertreter der Gattung Lärmvögel müssen eine größere Strecke zurücklegen, um von den bewohnten trockenen Steppengebiete an eine Tränke zu gelangen. Sie können jedoch nach einem Bericht von Niethammer & Hoesch zur Not auch ohne Wasser auskommen. Beim Trinken tauchen sie die Schnabelspitze etwa zwei bis drei Millimeter in das Wasser. Wie die Tauben (Columbidae) saugen sie mit drei bis vier Kehlbewegungen das Wasser auf, heben den Kopf und klappen den Schnabel zu.

### Fortpflanzung
Ihre Brutperioden hängen von dem Verbreitungsgebiet ab. Die flachen Nestern aus locker miteinander verflochtenen Zweigen mit einem bis drei Eiern (in der Regel zwei) legen sie im dichten Geäst an. Ihre Nester ähneln den Nestern der Tauben. Die Eier sind weiß über grünlich bis bläulich gefärbt. Beide Altvögel brüten die Eier in einem Zeitraum von etwa drei Wochen aus. Auch bei der Fütterung der Jungvögel mit der hochgewürgten Nahrung wechseln sich die Altvögel ab. Der Nachwuchs hat ein dichtes, graues bis schwarzes Dunenkleid. Schon wenige Tage nach dem Schlupf klettern die Jungvögel nicht weit vom Nest entfernt durch das Geäst. Nach vier Wochen ist das Gefieder der Jungvögel vollständig ausgewachsen. Flügge wird der Nachwuchs in vier bis sechs Wochen nach dem Schlupf.

## Systematik
Turakos wurden früher in die Ordnung der Kuckucksvögel (Cuculiformes) gestellt. Von Cabanis wurden auch verwandtschaftliche Beziehungen zu den Mausvögeln (Coliidae) angenommen. Bonaparte vertrat die Auffassung, dass sie mit den Nashornvögeln (Bucerotidae) verwandt sind. Nach der Sibley-Ahlquist-Taxonomie wurden sie in die Ordnung „Musophagiformes“ gestellt. Diese Einordnung wurde inzwischen weitgehend akzeptiert und wird von neueren phylogenetischen Studien gestützt. Von den Kuckucksvögeln unterscheiden sie sich unter anderem in der Anzahl der Halswirbel.
Die Turakos gliedern sich heute in drei Unterfamilien mit insgesamt fünf Gattungen und 23 Arten. Die artenreichste Gattung sind die Helmturakos (Tauraco), während es bei der Gattung Corythaeola nur eine Art gibt, den Riesenturako (Corythaeola cristata).
- Unterfamilie Criniferinae
  - Gattung Lärmvögel (Crinifer)

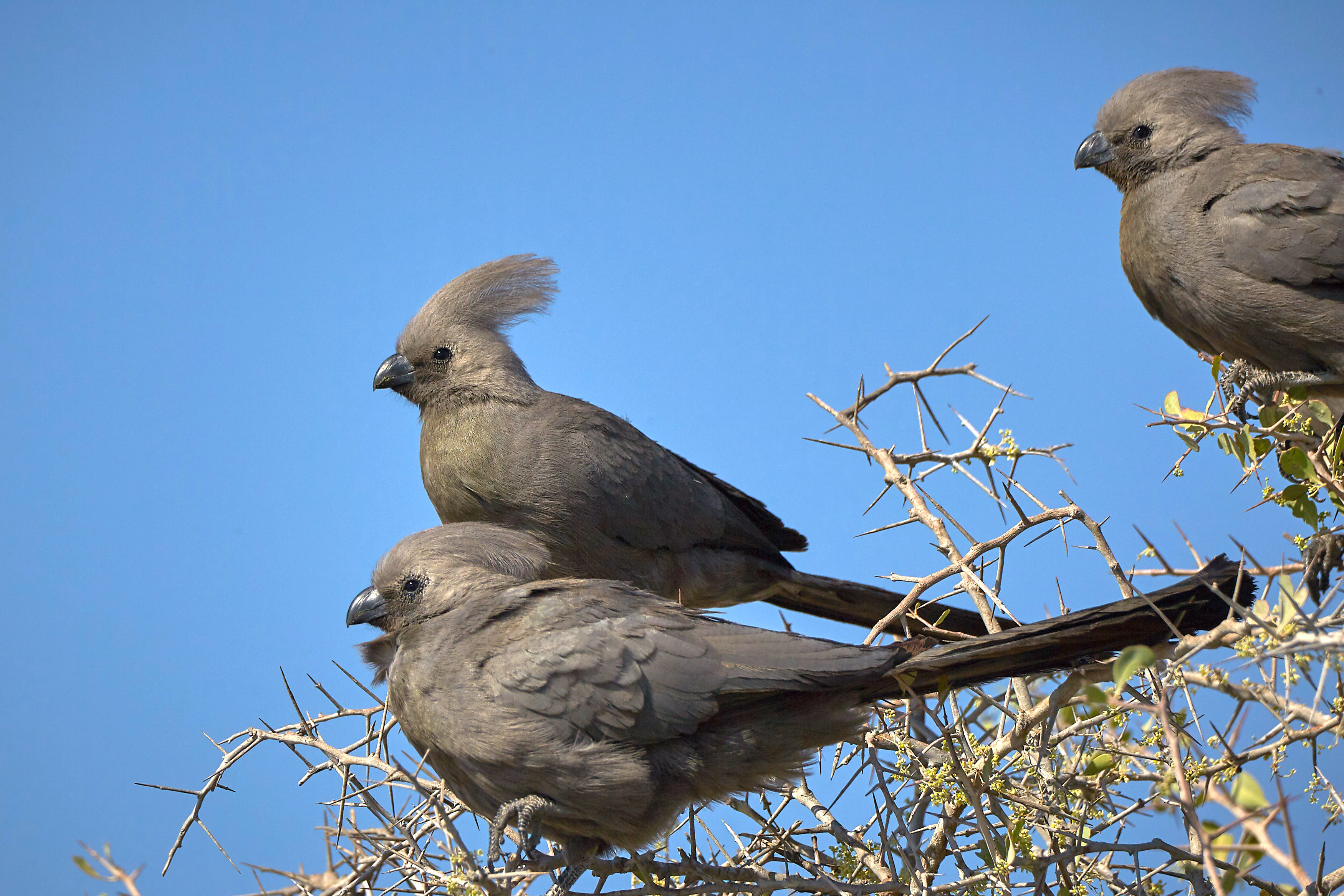
Graue Lärmvögel (Crinifer concolor)

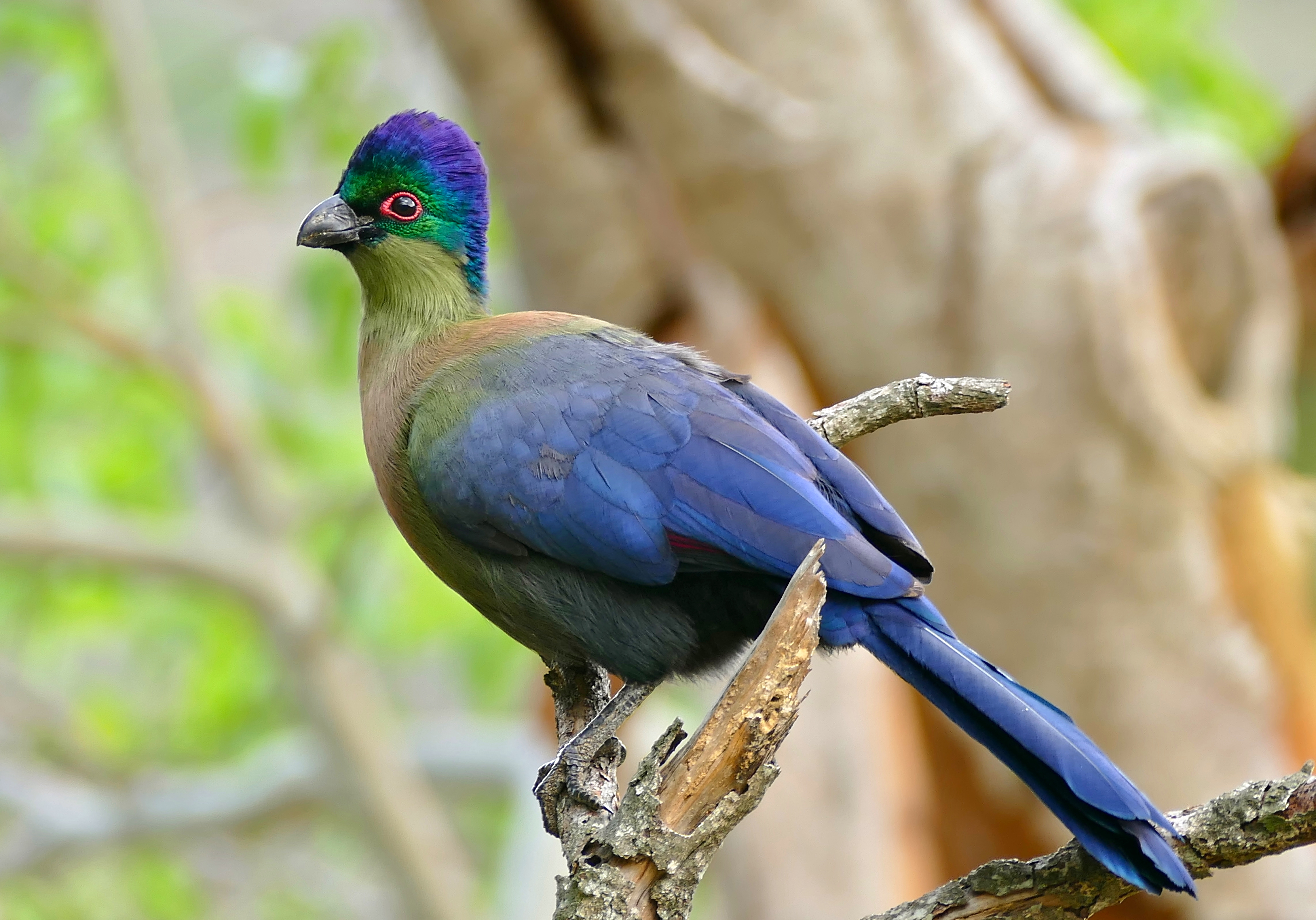
Glanzhaubenturako
(Gallirex porphyreolophus)

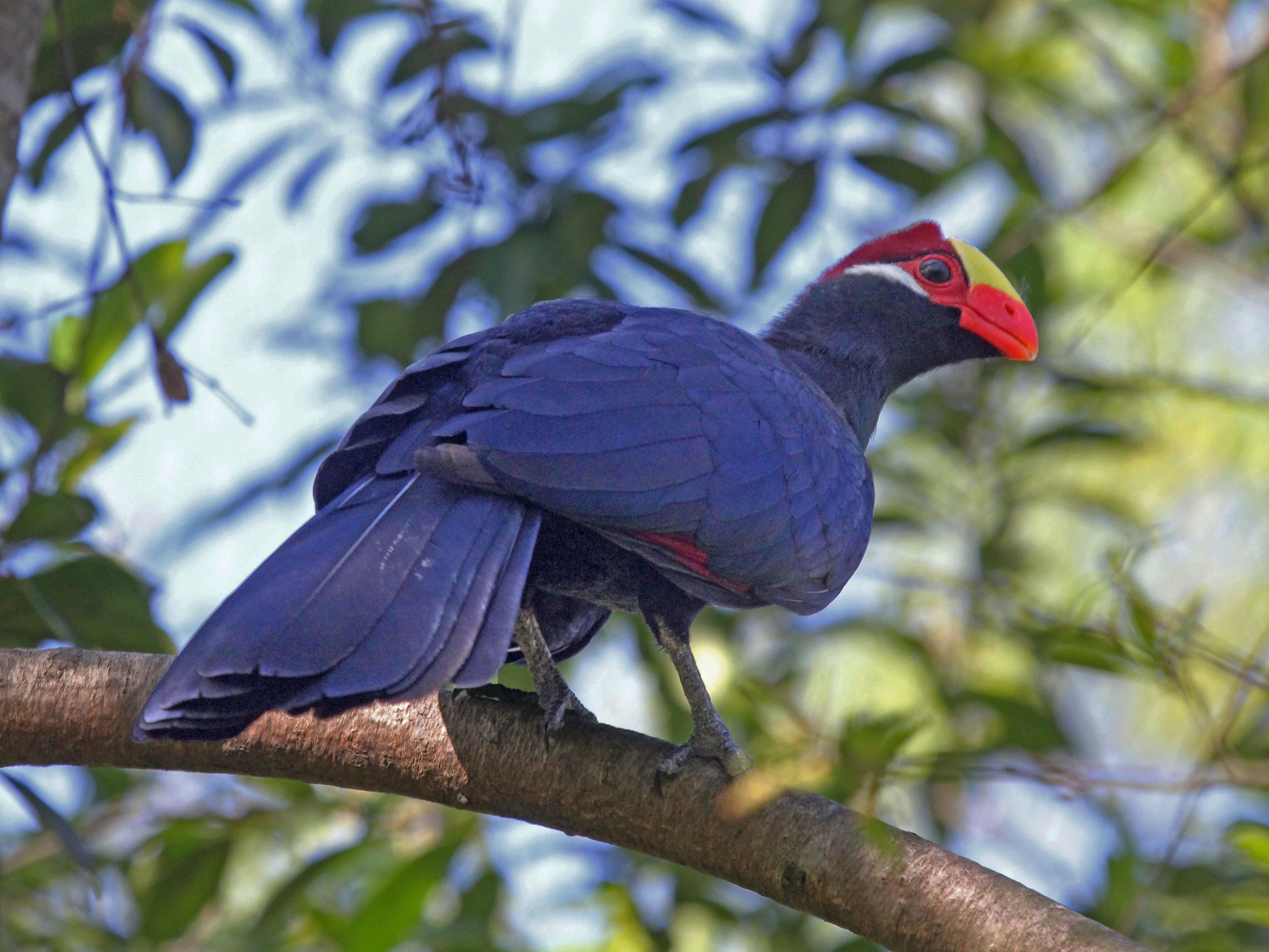
Schildturako (Tauraco violaceus)

    - Grauer Lärmvogel (Crinifer concolor)
    - Weißbauch-Lärmvogel (Crinifer leucogaster)
    - Nacktkehl-Lärmvogel (Crinifer personatus)
    - Schwarzschwanz-Lärmvogel (Crinifer piscator)
    - Binden-Lärmvogel (Crinifer zonurus)
- Unterfamilie Corythaeoline
  - Gattung Corythaeola
    - Riesenturako (Corythaeola cristata)
- Unterfamilie Musophaginae
  - Gattung Gallirex
    - Glanzhaubenturako (Gallirex porphyreolophus), früher (Tauraco porphyreolophus)
    - Ruwenzoriturako (Gallirex johnstoni), früher (Ruwenzorornis johnstoni)

  - Gattung Menelikornis
    - Weißohrturako (Menelikornis leucotis), früher (Tauraco leucotis)
    - Ruspoliturako (Menelikornis ruspolii), früher (Tauraco ruspolii)

  - Gattung Helmturakos (Tauraco)
    - Schildturako (Tauraco violaceus), bei Perktaş et al. zur Gattung der Schildturakos (Musophaga)[1]
    - Rossturako (Tauraco rossae), bei Perktaş et al. zur Gattung der Schildturakos (Musophaga)[1]
    - Bannermanturako (Tauraco bannermani)
    - Federhelmturako (Tauraco corythaix)
    - Rothaubenturako (Tauraco erythrolophus)
    - Fischerturako (Tauraco fischeri)
    - Seidenturako (Tauraco hartlaubi)
    - Weißhaubenturako (Tauraco leucolophus)
    - Langschopfturako (Tauraco livingstonii)
    - Blaurückenturako (Tauraco macrorhynchus)
    - Guineaturako (Tauraco persa)
    - Schalowturako (Tauraco schalowi)
    - Schwarzschnabelturako (Tauraco schuettii)

## Bedrohung
Turakos sind nicht sonderlich bedroht, da ihre Bestände noch vorwiegend stabil sind und sie fern von menschlichen Siedlungen leben und brüten. Ein wachsendes Problem ist die Abholzung der Bäume in den Waldgebieten. Durch die Abholzungen im Verbreitungsgebiet des Bannerman-Turakos (Tauraco bannermani) sind einzelne Waldstücke entstanden, die die Art in kleine Populationen aufspalten. Das Verbreitungsgebiet des Bannerman-Turakos wird zunehmend kleiner und weiter zerstückelt. Seit 2005 steht er auf der Roten Liste der IUCN als bedrohte Tierart (endangered). Der Bannermann-Turako ist seit dem 1. Juni 1997 im Anhang B des Washingtoner Artenschutzübereinkommens (CITES) aufgeführt und darf gemäß Anhang A der EG-Artenschutzverordnung als streng geschützte Tierart nicht mehr in die Europäische Union eingeführt und innerhalb der EU gehandelt werden.